# متیلن‌دی‌اکسی‌آلیل‌آمفتامین
متیلن‌دی‌اکسی‌آلیل‌آمفتامین (به انگلیسی: Methylenedioxyallylamphetamine) با فرمول شیمیایی C۱۳H۱۷NO۲ یک ترکیب شیمیایی است؛ که جرم مولی آن ۲۱۹٫۲۸۳ g/mol می‌باشد.